# 赵敏芬
赵敏芬（1941年10月25日—），江苏苏州人，中国女演员。1964年毕业于中央戏剧学院表演系。因在《还珠格格第二部》中饰演“老佛爷”孝圣宪皇后一角而为观众熟知。
丈夫是演员李法曾。